# Glažuta (Sotla)
Glažuta je desni pritok reke Sotle, mejne reke med Slovenijo in Hrvaško.  